# Montroy (Valencia)
Montroy település Spanyolországban, Valencia tartományban. Montroy Llombai, Real de Montroi, Turís, Montserrat és Dos Aguas községekkel határos. Lakosainak száma 3477 fő (2024).

## Népesség
A település népessége az utóbbi években az alábbiak szerint változott:
| Lakosok száma | 1591 | 1768 | 2500 | 2804 | 2902 | 2857 | 2865 | 2867 | 3185 | 3477 |
|               | 2001 | 2004 | 2007 | 2009 | 2012 | 2014 | 2017 | 2019 | 2022 | 2024 |